# Ephoron nakamurae
Ephoron nakamurae is een haft uit de familie Polymitarcyidae. De wetenschappelijke naam van de soort is voor het eerst geldig gepubliceerd in 1941 door Matsumura.
De soort komt voor in het Palearctisch gebied.